# Miguel Salamero Buesa
Miguel Salamero Buesa (Zaragoza, 30 de septiembre de 1760-Zaragoza, 8 de enero de 1840) fue un vecino del barrio zaragozano de San Pablo y uno de los defensores de la ciudad en los Sitios de Zaragoza, acontecidos durante la Guerra de la Independencia Española.
Nació en el barrio de San Felipe y pasó la su niñez en este barrio. Asistió al colegio de las Escuelas Pías, aledaño a su casa en la calle de la Albardería. Era de una familia de clase media, siendo Miguel el más pequeño de dos hermanos y dos hermanas.
La familia se trasladó alrededor del año 1780 al popular barrio de San Pablo. En 1787 Miguel se casó con Rafaela Zaro, una joven de Borja y se instalaron en la calle Cedacería 31, donde vivieron hasta el año 1791 en que se trasladaron a la calle de San Pablo n.º 180. Tuvieron seis hijos Bárbara, Agustina, Isidoro, Miguel, Antonia y Luisa. Salamero trabajaba, junto a veinte trabajadores que tenía, en su propio taller en el callizo de la China, donde hacían damascos y tafetanes. 
El 6 de septiembre de 1801 murió por una enfermedad Rafaela, la mujer de Miguel, y en los años siguientes murieron también sus hijos Luisa, Miguel e Isidoro. Siete años después cuando estalló la Guerra de la Independencia Miguel, que tenía 47 años, equipó a sus trabajadores para formar un grupo de escopeteros que se enfrentaran a los invasores de la ciudad. 
Participaron en los dos sitios de Zaragoza, destacando principalmente las acciones del día 4 de agosto, cuando los franceses entraron a la ciudad por una brecha abierta en la Torre del Pino. Salamero defendió con sus hombres la huerta y convento de Santa Fe, de gran importancia estratégica, impidiendo que los franceses avanzaran por este sector del Arco de San Roque. También participaron en los combates Santiago Sas y sus hombres que lucharon en los conventos de Santa Rosa y San Ildefonso. Fue el mismo Sas quien en una carta al general Palafox narró el heroísmo de Miguel Salamero en este día, demandando para él el Escudo de Distinción por estos hechos.
Palafox reconoció las acciones militares de Miguel Salamero en los sitios de Zaragoza dándole el Escudo de Defensor del Primero y el Segundo Sitio además del Escudo de Distinción.
Miguel murió junto a su hija Bárbara el 8 de enero de 1840 a la edad de ochenta años.
La antigua huerta de Santa Fe que defendió Miguel en la guerra fue urbanizada y convertida en una plaza zaragozana que recibe el nombre de Plaza de Miguel Salamero en su honor.